# Supercoppa bielorussa (pallavolo femminile)
La Supercoppa bielorussa è una competizione pallavolistica per squadre di club bielorusse femminili, organizzata con cadenza annuale dalla BVF.

## Edizioni
| Edizione      | Edizione          | Podio          | Podio         | Podio               |               |
| Anno          | Sede della finale | Campione       | Risultato     | Finalista           |               |
| ------------- | ----------------- | -------------- | ------------- | ------------------- | ------------- |
| 2014 Dettagli | -                 | Pribuž'e Brest | -             | Pribuž'e Brest      |               |
| 2015 Dettagli | -                 | Pribuž'e Brest | -             | Pribuž'e Brest      |               |
| 2016 Dettagli | -                 | Minčanka       | -             | Kommunalnik Grodno  |               |
| 2017 Dettagli | -                 | Minčanka       | -             | Poles'ja Mozyrskaja |               |
| 2018 Dettagli | -                 | Minčanka       | -             | Kamunal'nik Mahilëŭ |               |
| 2019-2022     | -                 | Non disputata  | Non disputata | Non disputata       | Non disputata |
| 2023 Dettagli | Baranavičy        | Minčanka       | 3 - 0         | Pribuž'e Brest      |               |
| 2024 Dettagli | Minsk             | Minčanka       | 3 - 0         | Kommunalnik Grodno  |               |

## Palmarès
| Squadra        | Titolo | Edizione                     |
| -------------- | ------ | ---------------------------- |
| Minčanka       | 5      | 2016, 2017, 2018, 2023, 2024 |
| Pribuž'e Brest | 2      | 2014, 2015                   |